# 冯桥乡
冯桥乡是中国河南省商丘市睢阳区下辖的一个乡。

## 行政区划
冯桥乡下辖：大曹庄村、陈柿行村、曹楼村、前王庄村、田庄村、崔楼村、曹集村、孙路口村、王各村、杨堂村、柳林村、崔庄村、高庙村、安楼村、孟水坑村、小王庄村、吕庄村。